# Blind Date (groupe)
Pour les articles homonymes, voir Blind Date et Blind date.
Blind Date est un groupe de pop allemand de six musiciens, fondé en 1984 à Francfort-sur-le-Main (Allemagne). Le groupe était composé de Christian Felke (saxophone), Peter Cook (percussions), Lothar Krell (claviers), Uwe Schlürmann (guitare), Amy et Elaine (voix).
Le nom du groupe vient du fait que ses membres se sont rencontrés par hasard. Le premier single Your Heart Keeps Burning sort en 1985 en Allemagne et atteint la 17e place dans les charts. Un autre a suivi : Hit the Road Jack qui fut un flop. Après quoi le groupe s'est dissout. En 1992, le groupe semble vouloir se reformer et sort un remix qui a un succès mitigé.
Amy et Elaine Goff étaient choristes de Meat Loaf, Christian Felke saxophoniste de studio et depuis 1998 membre des Rockjazzband Scales. Uwe Schlürmann est depuis 1996 le chanteur du groupe de musique country Tumbleweed.